# Demoiselle Framework
Demoiselle Framework es un API Java para el desarrollo de aplicaciones Web construida con los siguientes objetivos:
- Estandarizar el desarrollo de aplicaciones (con relación a la construcción del código);
- Generar código reutilizable;
- Ser abierto y distribuíble;
- Permitir el desarrollo colaborativo;
- Y posibilitar la integración de diferentes instituciones y tecnologías.

El objetivo fundamental de Demoiselle Framework es que la arquitectura de software resuelva cuatro problemas: el de una estructura básica, el de indicar las tecnologías a ser adoptadas, el de definir estándares de implementaciones de ayuda en las decisiones del proyecto.
Demoiselle Framework es un proyecto de software libre, licenciado bajo LGPL v3.

## Objetivos Técnicos
- Proveer una arquitectura extensible por medio de componentes;
- Proveer una arquitectura de referencia para aplicaciones Web JEE;
- Proveer un mecanismo de integración entre capas que funcionen independientemente;
- Proveer un control transaccional transparente para el desarrollador;
- Proveer utilitarios de infraestructura para aplicaciones Web;
- Proveer un mecanismo de seguridad utilizando certificados digitales para autenticación, criptografía y firma digital sobre el estándar de ICP-Brasil (Instituto de Certificación de Patrones).

## Aplicación en capas
Demoiselle Framework orienta el desarrollo en capas, basándose en los estándares de proyecto MVC y J2EE.
La independencia de las camadas, posibilitada por la aplicación de Programación Orientada a Aspectos, permite que la capa de Visualización (la interfaz gráfica de usuario), pueda ser substituida por la disponibilidad de servicios, reaprovechando toda a lógica do sistema.

## Comunidad Demoiselle
- Portal (enlace roto disponible en Internet Archive; véase el historial, la primera versión y la última).
- Bugtracker (enlace roto disponible en Internet Archive; véase el historial, la primera versión y la última).
- Blog (enlace roto disponible en Internet Archive; véase el historial, la primera versión y la última).
- Wiki (enlace roto disponible en Internet Archive; véase el historial, la primera versión y la última).